# Francesco Maria Piave
Francesco Maria Piave, född 18 maj 1810 i Murano, död 5 mars 1867 i Milano, var en italiensk librettoförfattare som bland annat skrev libretton till flera av Giuseppe Verdis mest berömda operor.